# Bar micva

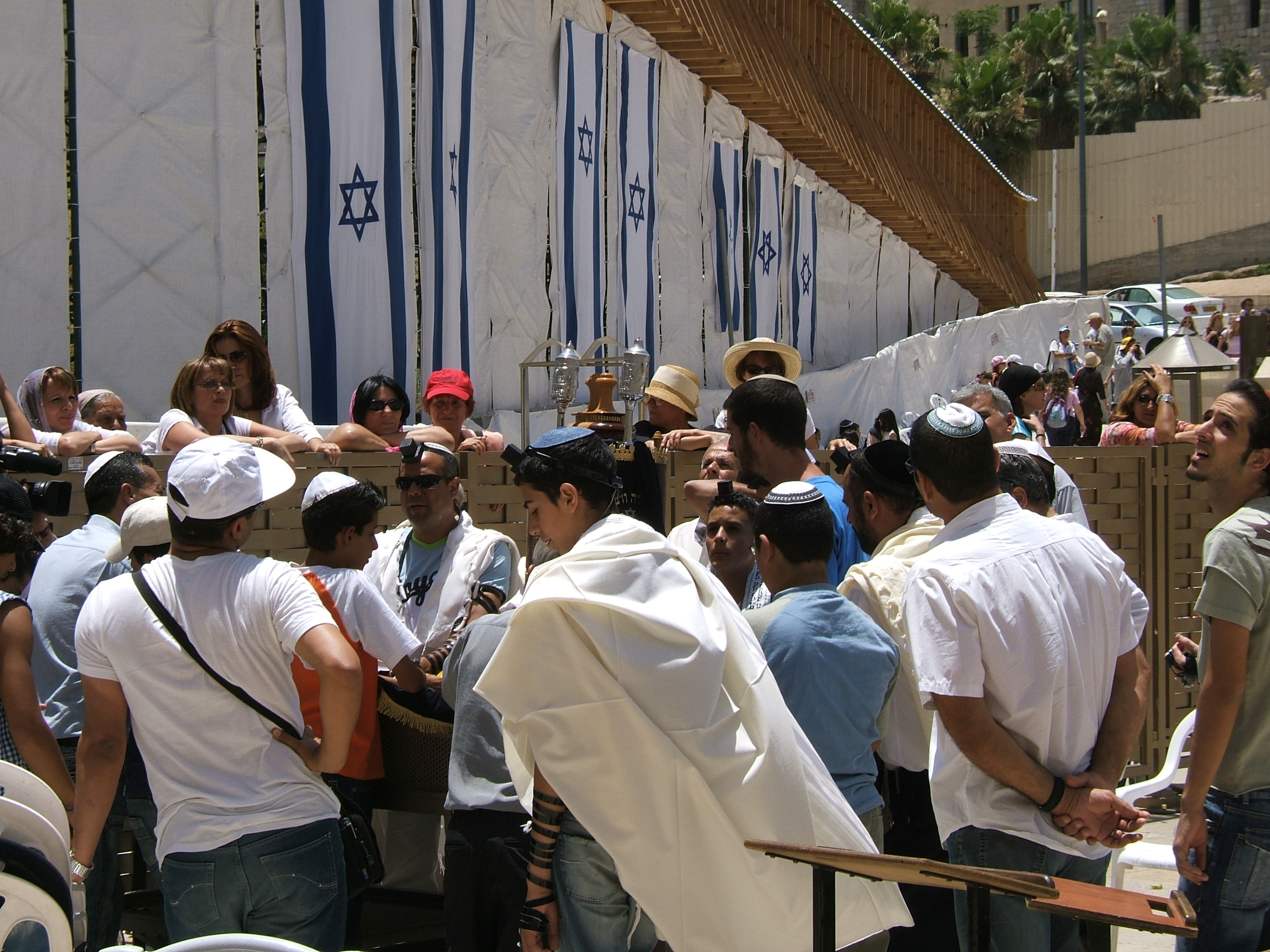
Bar micva u Zdi nářků v Jeruzalémě

Bar micva (hebrejsky בר מצוה‎, doslova „syn přikázání“), je židovský náboženský obřad, během kterého se ze židovského chlapce stává nábožensky dospělý muž, který na sebe přijímá odpovědnost za dodržování micvot – přikázání (obdobou u dívek je bat micva). Může být součástí minjanu (kvórum 10 osob – v ortodoxních kongregacích pouze mužů – potřebných k modlitbě). Mimo to je též teoreticky dost starý, aby se mohl dle židovského práva oženit. Symbolickému přijetí mezi dospělé předchází nejméně jednoleté studium, při němž se hoch učí hebrejsky, studuje Tanach a učí se náboženským povinnostem dospělých. Zvykem je, že nejbližší šabat po chlapcových 13. narozeninách se koná obřad v synagoze. Chlapec je poprvé vyvolán k Tóře, aby z ní přečetl příslušný týdenní oddíl (tzv. paraša), popřípadě také pasáž z prorockých knih (tzv. haftara).

## Dary
Tradicí je také dávat na bar micva dárky. Stejně jako při jiných významnějších oslavách bývá zvykem, že počet darů je 18, jelikož hebrejské slovo chaj (חַי‎), které znamená život, má hodnotu 18. Chlapec dostává talit (modlitební plášť) a tfilin.

## Bat micva
Bat micva (hebrejsky בת מצוה‎), dosl. „dcera příkázání“, je obdobou bar micva pro dívky. Slaví se po dovršení věku dvanácti let. Zvyky na bat micva se liší komunitu od komunity. V některých dostávají dívky talit i tfilin, v některých jen talit, v některých ani jedno, ale jsou počítány do minjanu. V ortodoxních komunitách dívky nejsou volány k Tóře ani počítány do minjanu, oslavy bat micva se zde však rovněž konají a mají podporu významných rabínských autorit.

## Historie

### Bar micva
Obřad bar micva, jak jej známe ze současnosti, neexistoval ani v biblické době, ani v období Mišny nebo Talmudu. Pasáže z knih Exodus a Numeri zmiňují jako věk většiny mužů povolaných do vojenské služby dvacet let. Výraz „bar micva“ se poprvé objevuje v Talmudu jako označení pro někoho, „kdo je podřízený přikázáním Bible“ a věk třinácti let je rovněž zmíněn v Mišně jako věk, kdy je člověk povinen dodržovat 613 přikázání Tóry: „Pětiletý k Písmu, desetiletý k Mišně, třináctiletý k přikázání...“ Talmud udává třináct let jako věk, kdy je chlapec právně odpovědný a kdy se stává „mužem“, jak je požadováno v Numeri 6,26. Výraz bar micva ve smyslu, jak je chápán dnes, lze doložit nejdříve ve 14. století, starší rabínský výraz pro nábožensky způsobilého zní gadol (velký, dospělý) a bar onšin (syn trestu, tj. odpovědný za svá případná provinění). Mnohé zdroje naznačují, že oslava bar micva se vyvinula až ve středověku, avšak existuje mnoho náznaků z dřívější doby, že věk třinácti let byl ve většině společnosti přijímán jako věk, kdy je člověk povinen následovat přikázání Tóry, stejně jako talmudické odkazy na náboženský obřad doprovázející přechod do dospělosti:
- Šmu'el ha-Katan na konci prvního století zmiňuje v barajtě k Avot 5,21 věk třinácti let v souvislosti s přikázáními a komentář ke Genesis 34,25, která nazývá Leviho, Jákobova syna „mužem“ poté, co dovršil věk třinácti let.
- Midraš Haškem 3a: „Když pohan zplodí syna, zasvětí jej do modlářských praktik; Izraelita svého syna obřeže a vykoná rituál pidjon ha-ben, a jakmile dosáhne určitého věku, přivede jej do synagogy a školy, aby mohl vzdávat chválu Jménu Boha, recitovat Barchu (požehnání předcházející čtení z Tóry).“
- Traktát Sofrim 18,5: „V Jeruzalémě jsou zvyklí učit své děti postit se na Jom kipur rok nebo dva před dosažením dospělosti, a poté, když dosáhnou věku, přivést bar micva před kněze nebo staršího, aby mu požehnal, povzbudil jej a modlil se za něj, aby měl podíl na Tóře a aby konal dobré skutky.“